# 大分県特別支援学校一覧
大分県特別支援学校一覧（おおいたけんとくべつしえんがっこういちらん）は、大分県の特別支援学校の一覧。

## 国立特別支援学校
- 大分大学教育学部附属特別支援学校

## 特別支援学校（知的障害、肢体不自由、病弱教育）
大分県立の養護学校は2010年に全て支援学校の校名に改めた。

### 大分市
- 大分県立大分支援学校
- 大分県立新生支援学校
- 大分県立さくらの杜高等支援学校

### 臼杵市
- 大分県立臼杵支援学校

### 佐伯市
- 大分県立佐伯支援学校

### 宇佐市
- 大分県立宇佐支援学校

### 別府市
- 大分県立別府支援学校
  - 鶴見校
  - 石垣原校
- 大分県立南石垣支援学校

### 竹田市
- 大分県立竹田支援学校

### 中津市
- 大分県立中津支援学校

### 日田市
- 大分県立日田支援学校

### 日出町
- 大分県立日出支援学校

## 特別支援学校（視覚障害）

### 大分市
- 大分県立盲学校

## 特別支援学校（聴覚障害）

### 大分市
- 大分県立聾学校